# Peter Barth
Peter Barth (n. 2 iunie 1898, Blumenthal, Imperiul Austro-Ungar, azi Mașloc, județul Timiș - d. 1984), poet de limba germană, șvab originar din Banat, România.
A urmat faultatea de farmacie la Cluj și teologia în Gyöngyös (Ungaria).  A lucrat ca farmacist în Mașloc.
A publicat poezii în multe periodice, cum ar fi Banater Monatshefte, Klingsor și altele. După estimările sale, opera poetică cuprinde circa 18.000 de poezii. 

## Scrieri proprii
- Flammengarben, (versuri), Editura Keller, Timișoara, 1933
- Die Erde lebt, (versuri), Editura A. Lusor, Viena 1939
- Purpurnes Schattenspiel, (versuri), 1971
- Ich suche den Sommerpfad (versuri), Editura Facla, Timișoara, 1975
- Gedichte - Poezii - volum bilingv, Editura „Banatul Montan”, Reșița, 2007, ISBN 978-973-88461-4-2
- Unterm Himmel der Heimat: Gedichte, 106 p. Verlag: Books on Demand, 2011; ISBN-10: 384480112X ; ISBN-13: 978-3844801125

## Coautor
- Herz der Heimat, 1935
- Volk an der Grenze, 1937
- Rufe über Grenzen, 1938
- Junge Banater Dichtung, 1940